# La Prada (Charente)
La Prada (en francès Laprade) és un municipi francès situat al departament del Charente i a la regió de la Nova Aquitània. L'any 2007 tenia 224 habitants.

## Demografia

### Població
El 2007 la població de fet de Laprade era de 224 persones. Hi havia 100 famílies de les quals 36 eren unipersonals (20 homes vivint sols i 16 dones vivint soles), 32 parelles sense fills i 32 parelles amb fills.
La població ha evolucionat segons el següent gràfic:
Habitants censats

### Habitatges
El 2007 hi havia 143 habitatges, 104 eren l'habitatge principal de la família, 34 eren segones residències i 4 estaven desocupats. 141 eren cases i 1 era un apartament. Dels 104 habitatges principals, 82 estaven ocupats pels seus propietaris, 19 estaven llogats i ocupats pels llogaters i 4 estaven cedits a títol gratuït; 2 tenien dues cambres, 16 en tenien tres, 21 en tenien quatre i 66 en tenien cinc o més. 89 habitatges disposaven pel capbaix d'una plaça de pàrquing. A 50 habitatges hi havia un automòbil i a 46 n'hi havia dos o més.

### Piràmide de població
La piràmide de població per edats i sexe el 2009 era:
| Homes | Edats   | Dones |
| ----- | ------- | ----- |
| 0     | 95 o +  | 0     |
| 0     | 90 a 94 | 0     |
| 0     | 85 a 89 | 8     |
| 0     | 80 a 84 | 0     |
| 8     | 75 a 79 | 8     |
| 16    | 70 a 74 | 8     |
| 4     | 65 a 69 | 16    |
| 4     | 60 a 64 | 0     |
| 12    | 55 a 59 | 8     |
| 4     | 50 a 54 | 16    |
| 4     | 45 a 49 | 8     |
| 4     | 40 a 44 | 0     |
| 12    | 35 a 39 | 0     |
| 4     | 30 a 34 | 8     |
| 0     | 25 a 29 | 8     |
| 0     | 20 a 24 | 8     |
| 4     | 15 a 19 | 0     |
| 4     | 10 a 14 | 8     |
| 0     | 5 a 9   | 4     |
| 0     | 0 a 4   | 4     |

## Economia
El 2007 la població en edat de treballar era de 117 persones, 93 eren actives i 24 eren inactives. De les 93 persones actives 90 estaven ocupades (43 homes i 47 dones) i 3 estaven aturades (2 homes i 1 dona). De les 24 persones inactives 11 estaven jubilades, 8 estaven estudiant i 5 estaven classificades com a «altres inactius».

### Ingressos
El 2009 a Laprade hi havia 101 unitats fiscals que integraven 215 persones, la mediana anual d'ingressos fiscals per persona era de 16.596 €.

### Activitats econòmiques
Dels 18 establiments que hi havia el 2007, 1 era d'una empresa extractiva, 1 d'una empresa alimentària, 5 d'empreses de construcció, 6 d'empreses de comerç i reparació d'automòbils, 2 d'empreses d'hostatgeria i restauració, 2 d'empreses financeres i 1 d'una empresa de serveis.
Dels 9 establiments de servei als particulars que hi havia el 2009, 1 era un taller de reparació d'automòbils i de material agrícola, 1 paleta, 1 guixaire pintor, 1 fusteria, 2 lampisteries, 1 empresa de construcció i 2 restaurants.
Dels 2 establiments comercials que hi havia el 2009, 1 era una botiga de menys de 120 m² i 1 una botiga d'electrodomèstics.
L'any 2000 a Laprade hi havia 15 explotacions agrícoles que ocupaven un total de 790 hectàrees.

## Equipaments sanitaris i escolars
El 2009 hi havia una escola elemental integrada dins d'un grup escolar amb les comunes properes formant una escola dispersa.

## Poblacions més properes
El següent diagrama mostra les poblacions més properes.